# Henrik Pontoppidan
 For alternative betydninger, se Henrik Pontoppidan (flertydig). (Se også artikler, som begynder med Henrik Pontoppidan)
Henrik Pontoppidan (24. juli 1857 i Fredericia – 21. august 1943 i Ordrup) var en dansk forfatter, der hovedsagelig skrev romaner. Hans tre hovedværker er Det forjættede Land, Lykke-Per og De Dødes Rige.
Pontoppidan kom af en gammel præsteslægt, og var selv præstesøn. Han er bror til lægerne Erik Pontoppidan og Knud Pontoppidan samt præsten og forfatteren Morten Pontoppidan. Som ung ville han revolutionere verden og gøre op med sin fædrene tro ved at ville være ingeniør og siden højskolelærer og forfatter. De bøger Pontoppidan skrev i sin ungdom, var stærkt samfundskritiske og levede op til Georg Brandes’ parole om at sætte problemer under debat. I forfatterskabets sidste fase havde Pontoppidan for længst resigneret i politisk henseende, for i stedet at besvare sin egen gåde: Hvem er du selv? 
Pontoppidan modtog i 1917 Nobelprisen, som han delte med den i dag stort set glemte Karl Gjellerup, for "hans autentiske beskrivelser af dagligliv i Danmark." 
Pontoppidans romaner og noveller giver et usædvanlig omfattende billede af hans land og tidsalder.
I 1863 flyttede familien til Randers, hvor faderen fik embede ved Sankt Mortens Kirke. Her kom familien til at bo i en stor præstebolig i Brødregade med 20 værelser i to etager og en gård med stalde og udhuse. Som 16-årig drog Pontoppidan til København for at påbegynde ingeniørstudiet på Polyteknisk Læreanstalt. I 1933 blev han æresborger i Randers og brugte flere gange i sit forfatterskab barndomsårene her som inspiration, bl.a. i Minder (1893), Lykke-Per (1904), Drengeår (1933) og Hamskifte (1936).

## Ægteskab og børn
Pontoppidan var gift to gange, første gang i 1881 med Mette Marie, født Hansen, med hvem han fik to døtre (hvoraf den ene døde som barn) og en dreng. Efter skilsmissen i 1892 giftede han sig med Antoinette Kofoed og sammen fik de to børn. Han er begravet ved Rørvig Kirke.

## Filmatiseringer
- Thora van Deken, 1920 – Instruktion: John W. Brunius (baseret på Lille Rødhætte).
- Lykke-Per, 2018 – Instruktion: Bille August.